# Haleakala

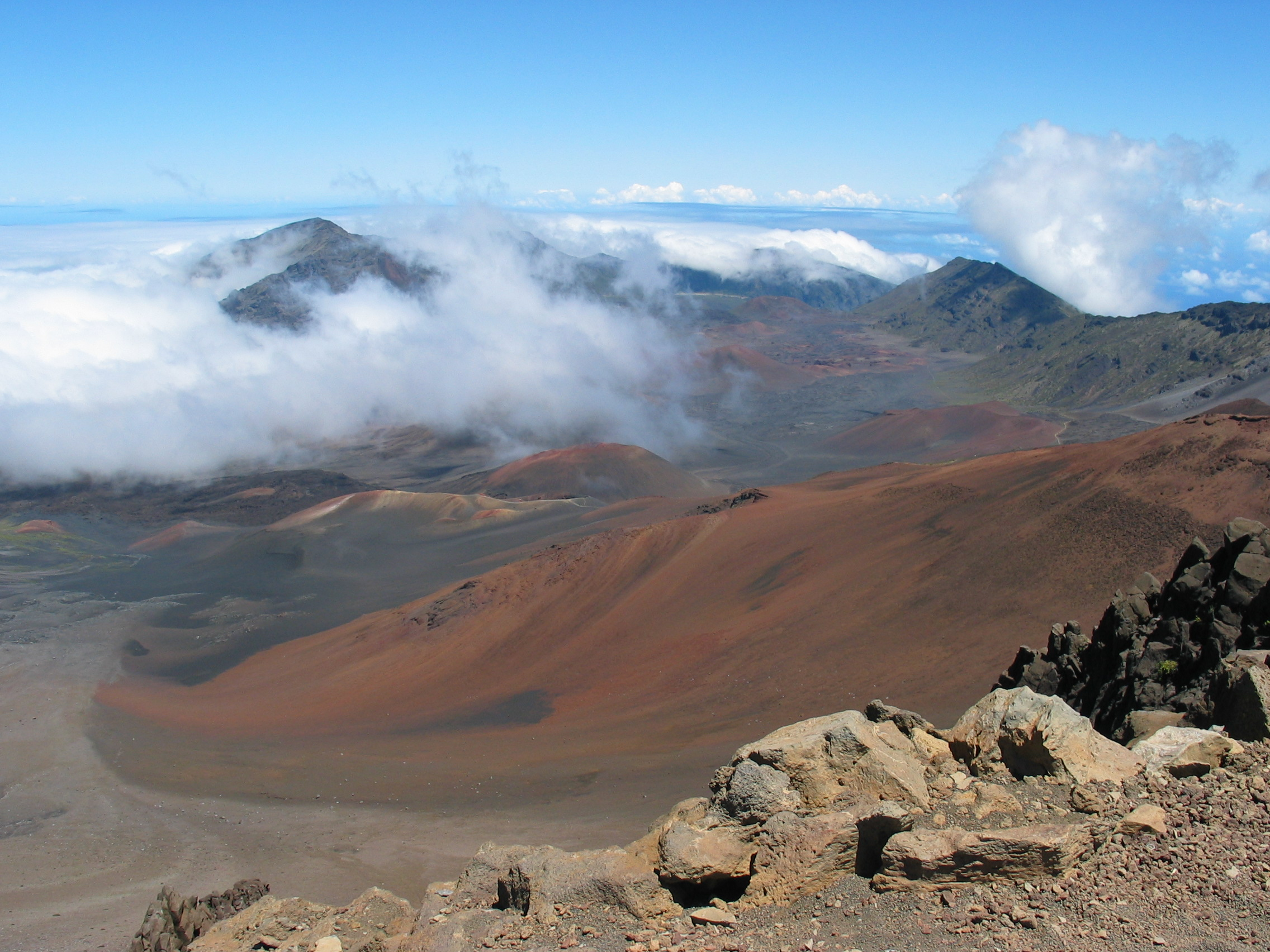
Cràter del Haelakala

El Haleakala (Haleakalā en hawaià, casa del sol en català) és un volcà que forma més del 75% de la superfície de l'illa de Maui, amb 3.055 metres d'altitud. Es troba dins el Parc Nacional de Haleakalā. La darrera erupció va tenir lloc durant el segle xviii.

## Mitologia
En el folklore hawaià, Haleakalā es feia servir per denominar tota la zona, no només el volcà, ja que la depressió que hi ha al cim del volcà era la casa de l'àvia de Maui. Segons la llegenda, l'àvia de Maui el va ajudar a capturar el sol i forçar-lo per a alentir el seu viatge a través del cel per a allargar el dia.